# Aphodius cribricollis
Aphodius cribricollis es una especie de coleóptero de la familia Scarabaeidae.

## Distribución geográfica
Habita en el Magreb (presente en Ceuta).